# رالی مکزیک ۲۰۲۳
رالی مکزیک ۲۰۲۳ (انگلیسی: 2023 Rally Mexico) (همچنین با عنوان رالی گواناجواتو مکزیک ۲۰۲۳ شناخته می‌شود) یک رویداد ورزش موتوری برای اتومبیل‌های رالی بود که در طول چهار روز بین ۱۶ و ۱۹ مارس ۲۰۲۳ برگزار شد. این مسابقه نوزدهمین مسابقه تاریخ رالی مکزیک بود، این رالی سومین دور از رالی قهرمانی جهان ۲۰۲۳، رالی قهرمانی جهان ۲ و رالی قهرمانی جهان ۳ بود. این رویداد در سال ۲۰۲۳ در شهر لئون، گوآناخوآتو، برگزار شد که شامل بیست و سه مرحله ویژه بود که مسافتی رقابتی معادل ۳۱۵٫۶۹ کیلومتر (۱۹۶٫۱۶ مایل) را پوشش می‌داد.